# Relaciones Chile-Estados Federados de Micronesia
Las relaciones Chile-Estados Federados de Micronesia son las relaciones internacionales entre la República de Chile y los Estados Federados de Micronesia.

## Historia

### sigloXX
Las relaciones diplomáticas entre Chile y Estados Federados de Micronesia fueron establecidas el 31 de marzo de 1990.

## Relaciones comerciales
En 2022, el intercambio comercial entre ambos países ascendió a los 0,82 millones de dólares estadounidenses, lo que supuso un 27% de crecimiento promedio anual en los últimos cinco años. Los principales productos exportados por Chile fueron jurel al natural y en salsa de tomate, mientras que Micronesia exportó pinturas y dibujos y prendas de vestir.

## Misiones diplomáticas
- La embajada de Chile ante las Naciones Unidas concurre con representación diplomática a los Estados Federados de Micronesia.[3]
- La embajada de Estados Federados de Micronesia ante las Naciones Unidas concurre con representación diplomática a Chile.[3]